# Economie feministă
Economia feministă este o ramură a economiei care aplică teorii și critici feministe la teorii economice. Cercetarea în această ramură este deseori interdisciplinară, critică și heterodoxă.

## Origine
Atenție la rolul economic al femeilor și dezvantajul economic al acestora a început în anii 1960. În 1990, a fost fondată Asociația Internatională a Economiei Feministe iar în 1994 a apărut jurnalul Feminist Economics. Ca și în alte discipline heterodoxe, țelul economiei feministe a fost critica teoriilor, metodologiilor și politicilor existente în economie. Scopul inițial de analiză a fost microeconomia și piața muncii, dar mai târziu s-a extins și spre macroeconomie și relații comericale între țări. O zonă principală de investigație rămâne, totuși, egalitatea de șanse între femei și bărbați în piața de muncă.
Economia feministă a fost influențată de economia muncii, din punctul de vedere că munca este văzută ca având valoare instrinsică, socială, decât doar economică.